# Acanthochondria macrocephala
Acanthochondria macrocephala – gatunek widłonoga z rodziny Chondracanthidae. Nazwa naukowa tego gatunku skorupiaków została opublikowana w 1951 roku przez radzieckiego parazytologa-helmintologa Alexandra Władimirowicza Gusiewa.